# Sasi
Sási (tudi Saksonci, latinsko Saxones, staroangleško Seaxan, starosaksonsko Sahsun, nizkonemško Sassen, angleško Saxons, nemško Sachsen, nizozemsko Saksen) so bili zveza starogermanskih plemen v Severnonemški nižini, katerih ime je bilo v zgodnjem srednjem veku tudi območju ali deželi (Stara Saška, latinsko Saxonia) blizu obale Severnega morja severne  Germanije, kar je sedaj Nemčija, kjer so se nahajali tudi v karolinškem  času. Njihov natančen izvor je negotov in včasih jih opisujejo, da se borijo v notranjosti in prihajajo v konflikt s Franki in Turingijci.
Veliko Sasov je v zgodnjem srednjem veku skupaj z Angli osvojilo velik del otoka Velika Britanija. Tvorili so strnjeno skupino Anglosasov, ki je sčasoma ustvarila prvo združeno Kraljestvo Anglija. 
Večina Sasov je ostala v Nemčiji in se upirala razširjajočemu se Frankovskemu cesarstvu. V 8. in 9. stoletju so bili Sasi iz Stare Saške v nenehnem konfliktu s Franki , katerih kraljestvu je takrat vladala karolinška dinastija. Po 33 letih osvajanja z vojaškimi pohodi, ki jih je vodil kralj in cesar Karel Veliki od leta 772 do konca okoli leta 804, so Franki premagali Saksonce, jih prisilili, da so se spreobrnili v  krščanstvo in zavzeli ozemlje Stare Saške ter ga priključili Karolinški državi. Franki so bili sovražniki Sasov že v času Klodvika I. v zgodnjem merovinškem obdobju 5. in 6. stoletja. Karel Martel, vojvoda in princ Frankov ter župan Avstrazijske palače, dedek Karla Velikega, se je boril in vodil številne pohode proti Sasom. Šele frankovki kralj in cesar Karel Veliki je dokončno premagal kontinentalne Sase pod vodstvom pollegendarnega saškega heroja Widukinda.

## Etimologija
Ime Sasov morda izhaja iz neke vrste noža, povezanega z etnosom; tak nož ima v stari angleščini ime seax, v nemščini Sax, v stari visoki nemščini sachs, in v staronordijščini sax. Seaks je imel trajen simbolni vpliv v angleških grofijah Essex in Middlesex, ki imata oba tri sekse v svojem ceremonialnem emblemu. Imena teh okrožij, skupaj z imeni "Sussex" in "Wessex", vsebujejo ostanek korena besede Sax.

## Zgodovina
Ptolemajeva Geografija, napisana v 2. stoletju, včasih velja za prvo omembo Sasov. Nekatere kopije tega besedila omenjajo pleme Saxones na območju severno od spodnje Labe. Vendar se druge različice nanašajo na isto pleme kot Axones. To je morda napačno črkovano ime plemena, ki ga je Tacit v svoji knjigi Germanija imenoval Aviones. Po tej teoriji je Saxones rezultat kasnejših pisarjev, ki so poskušali popraviti ime, ki jim ni pomenilo ničesar. Po drugi strani je Schütte, v svoji analizi tovrstnih problemov v Ptolemajevih Zemljevidih Severne Evrope verjel, da je beseda Sasi pravilna. Ugotavlja, da se izguba prvih črk pojavlja na številnih mestih v različnih kopijah Ptolemajevega dela in tudi, da so rokopisi brez Saxones na splošno slabši.
Schütte pripominja, da je obstajala srednjeveška tradicija, da so to območje imenovali 'Stara Saška' (ki zajema Vestfalijo, Angrijo in Eastfalijo)). Ta pogled je v skladu z Bedejem, ki omenja, da je bila stara Saška blizu Rena, nekje severno od reke Lippe (Vestfalija, severovzhodni del sodobne nemške zvezne dežele Severno Porenje - Vestfalija).
Prva nesporna omemba saškega imena v moderni obliki je iz leta 356 našega štetja, ko jih je Julijan, kasnejši  rimski cesar, v govoru omenil kot zaveznike Magnencija, tekmeca cesarja v Galiji. Zosimus omenja posebno pleme Saksoncev, imenovano Kouadoi, ki so ga razlagali kot nesporazum za Havke, ali Hamave. Vstopili so v Porenje in izpodrinili nedavno naseljene Salijske Franke pred Batavijci, nakar so se nekateri Salijci ob podpori Julijana začeli seliti na belgijsko ozemlje Toksandrije.
Tako v tem primeru kot v drugih so bili Sasi povezani z uporabo čolnov za svoje napade. Za obrambo pred saškimi roparji so Rimljani ustvarili vojaško okrožje, imenovanoLitus Saxonicum ("Saška obala") na obeh straneh  Angleškega kanala.
Leta 441–442 našega štetja so Sasi prvič omenjeni kot prebivalci Britanije, ko je neznani Galski zgodovinar zapisal: »Britanske province (...) so bile podrejene pod saško oblast«.
Sasi kot prebivalci današnje Severne Nemčije so prvič omenjeni leta 555, ko je umrl frankovski kralj Theudebald, in so Sasi izkoristili priložnost za upor. Upor je zadušil Klotar I., Theudebaldov naslednik. Nekateri njuni frankovski nasledniki so se borili proti Sasom, drugi so bili z njimi povezani. Turinžani so se pogosto pojavljali kot zavezniki Sasov.